# Jeús
Jeús (do hebraico: יעוש, ye`ush, significando provavelmente "ele proteje", "ele vem para ajudar") é um nome de vários personagens mencionados na Bíblia.
1. Um "filho" de Esaú (Gênesis 36:5, Gênesis 36:14, Gênesis 36:18; I Crônicas 1:35). O nome é pensado por alguns como sendo idêntico ao que, de um deus leão Yagut árabe, que significa "ajudante", cuja antiguidade está confirmada por inscrições de Thamud (Skinner, Gen, 432).
2. Um benjamita (I Crônicas 7:10), mas provavelmente uma zebulonita.
3. Um descendente do rei Saul (I Crônicas 8:39).
4. Um levita gersonita (I Crônicas 23:10–11).
5. Um filho do rei Roboão (II Crônicas 11:19).